# Післямова (телепрограма)

Початкова заставка «Післямови», 1994—1996 рр.

Олександр Ткаченко, ведучий «Післямови», 1994 р.

Телепрограма «Післямо́ва» — інформаційно-аналітична програма про політичні й економічні події в Україні та світі, яка виходила в ефір з листопада 1994 по грудень 1996 року на центральних телеканалах України «УТ-1», «1+1», а також на частотах регіональних телекомпаній. Програма вироблялася приватною телекомпанією «Нова мова», президент телекомпанії — Олександр Ткаченко.

## Команда
- Ведучий: Олександр Ткаченко[1].
- Журналісти: Володимир Скачко, Захар Бутирський, Андрій Шевченко, Олексій Мустафін, Олесь Терещенко, Геннадій Гармаш, Віктор Коваленко, Іванна Найда, Ольга Герасим'юк, Олексій Кириченко (1994—1995 рр.). Репортажі робили також Микола Вересень (у 1994 р.) і Володимир Ар'єв (у 1996 р.).
- Редактори: В'ячеслав Перевозченко (1994—1995 рр.), Данило Яневський (1995—1997 рр.), Олег Задоянчук (друга половина 1997 р.), Ігор Куляс, Олег Климчук, Тетяна Гнєдаш.
- Літературний редактор: Марчук Ніна Йосипівна.
- Телеоператори: Вася Сікачинський[2], Андрій Слободян[3], Ігор Щербаков, Андрій Кущ, Андрій Нестеренко[4], Юрій Біденко, Ілля Гнєдаш.
- Режисери: Ірина Іонова[5], Іван Кравчишин, Анатолій Белов.
- Менеджер з продажу реклами: Ігор Остраков[6].
- Адміністратори: Тетяна Куликова, Зоя Приходько, Аліна Самойлова[7].

## Формат
Формат «Післямови» — підсумковий огляд найголовніших подій за тиждень. Ведучий за столом в студії оголошує «підводки» до репортажів журналістів. Практикувалися інтерв'ю в студії, як із Прем'єр-міністром Євгеном Марчуком тощо. Тривалість випуску: 45 хв. Тривалість репортажів: 3-6 хв.

## Досягнення
«Післямова» — лауреат загальнонаціональної програми «Людина року — 1996». Перемога в номінації «Телевізійна програма року».
«Роботою в „Післямові“ і справді можна лише пишатися. Хоча, з іншого боку, варто було б час від час передивлятися архівні касети, щоб зрозуміти — українське телебачення сьогодні таки пішло далеко вперед» — О.Мустафін.

## Історичний контекст
"Щоб зрозуміти, як виникла ця система, треба повернутися до 1994 року. Коли в липні новим президентом України став Леонід Кучма, а в листопаді на головному державному каналі вперше з'явилася «Післямова» — інформаційно-аналітичний щотижневик, створений недержавною телекомпанією. Для історії вітчизняних медіа це була справжня революція… В тодішніх умовах поява «Післямови» на УТ-1 була б неможлива без згоди керівника держави. Ми з вами розуміємо, що Леоніда Кучму навряд чи можна назвати переконаним прихильником свободи слова, але він на це пішов. Можливо, зіграв роль психологічний фактор — адже тоді він ще пам'ятав інформаційну блокаду, яку йому — опозиційному кандидату — влаштувало державне телебачення (підконтрольне тодішньому президенту Л.Кравчуку — «ТК»). І великої загрози з боку незалежних ЗМІ він тоді ще не відчував. Проте не варто відкидати і прагматичний розрахунок — вже у перші місяці свого президентства Кучма встиг посваритися з новообраним парламентом і в боротьбі з ним він волів виглядати реформатором. І «молоді і нахабні» журналісти «Нової мови» могли розповісти про це глядачам набагато доступніше і зрозуміліше, аніж остогидлі ще за Кравчука «діячі телевізійних мистецтв» з УТ-1. Насамперед це («Післямова») була ініціатива Олександра Ткаченка, який хотів «робити справжнє телебачення», спільне бажання журналістів. Але для Банкової (Адміністрація Президента України) підтримка проекту мала суто технологічний сенс. Та й не одна «Післямова» лягала у цю логіку. Перші місяці правління Кучми дехто взагалі згадує як часи «медіа-ренесансу» — О.Мустафін. 

## Цензура

З.Кулик дає інтерв'ю «Післямові» після зняття її з ефіру УТ-1, 1996 р.

З точки зору повноти свободи журналістської діяльності, в «Післямови» вона була обмеженою — програма не виходила в прямому ефірі, а записувалася і монтувалася на відеокасеті після чого та надавалася відповідниму представнику влади для попереднього перегляду. Такі були тодішні реалії пост-радянського українського телебачення, коли в Україні не існувало жодного недержавного загальнонаціонального телеканалу. В прямому ефірі «Післямова» виходила тільки на недержавному телеканалі «1+1» із січня по грудень 1997 р.
«Технологічно уся ця „вольниця“ була цілком контрольованою — досить лише згадати, що „Післямова“ виходила в запису — Зиновію Кулику, тодішньому головному „телебосу“ державного ТБ, надавався спеціальний, нібито „технологічний“ час для перегляду касети на предмет „відповідності генеральній лінії“. Плюс — постійне спілкування з керівником проекту О.Ткаченком щодо суті „суспільно важливих“ (на думку людей з Адміністрації Президента) подій. Плюс — виховні бесіди на тему „неправильних“ інтерпретацій в попередній програмі» — О.Мустафін. 

### 10-місячне «підпілля»

Кадр із новорічної «Післямови» 31.12.1995 р., в якій ніби-то був відсутній святковий настрій.

Публікація в газеті «Киевские ведомости» про цензуру щодо «Післямови», 1996 р.

У неділю 31 грудня 1995 р. напередодні Нового року «Післямова» несподівано не з'явилася в ефірі телеканалу УТ-1. Голова Державного комітету з питань телебачення і радіомовлення Зиновій Кулик та голова Державної телерадіокомпанії України Олександр Савенко заявили ведучому Олександру Ткаченку, що «в програмі був відсутній святковий настрій». Таким був своєрідний подарунок ведучому до його 30-річного ювілею.
«Деякі труднощі телекомпанія „Нова мова“ відчула тиждень тому після появи в ефірі програми „Післямова“ сюжету про проблеми в Адміністрації Президента України, які були викликані гучним відходом групи помічників і радників Леоніда Кучми. Про цю ситуацію розповідали всі українські газети. Тим не менше, керівник програми „Післямова“ Олександр Ткаченко отримав попередження від представників Адміністрації про небажаність появи в эфірі сюжету на цю тему. Проте творці програми все ж таки вирішили за необхідне показати цей матеріал українському глядачеві» — з репортажу НТВ.
Главою Адміністрації Президента України Леоніда Кучми в той час був Табачник Дмитро Володимирович.
«Приблизно в 8 годин вечора керівництво УТ-1 попередило президента телекомпанії „Нова мова“ пана Ткаченка про зняття його програми з ефіру. Причиною такого кроку був названий „телефонний дзвінок“ зверху» — заява журналістського об'єднання «Український национальний прес-клуб».
"Зняття з ефіру 31 грудня програми «Післямова» не варто розцінювати, як політичне явище. Я заперечую заяву, що з приводу зняття програми було якесь розпорядження з Адміністрації Президента. Прес-службі Президента в Держтелерадіо роз'яснили, що керівництво програми «Післямова» було попереджене про те, що «зміст і характер програми не відповідає домовленностям про святкові змісти програм» — заява прес-секретаря Президента України Дмитра Маркова.
З.Кулик і О.Савенко запропонували журналістам «Післямови» «піти у відпустку, поки все не владнається», а телекомпанії «Нова мова» — укласти новий договір на трансляцію програми на державному телебаченні. Крім цього, вони зажадали попередньо, за 6 годин перед ефіром переглянути наступну заплановану на 21 січня програму. (За законодавством України така вимога з боку державних службовців визнається цензурою і карається). До офісу «Нової мови» для перегляду так ніхто і не приїхав, З.Кулик і О.Савенко не відповідали на телефонні дзвінки, і лише за годину до ефіру З.Кулик підняв слухавку і заявив, що програма в ефір знову не вийде.
Так розпочалися 10 місяців існування «Післямови» поза загальноукраїнським ефіром. Журналісти продовжували її виготовляти, а виходила вона на частотах регіональних телекомпаній у великих містах України, розповсюджуючись на відеокасетах мережею УНІКА-ТБ.
« — Чому ж тоді „Післямову“ з УТ-1 забрали? — Бо виявилося, що обидві сторони компромісу — влада і керівник проекту — розуміли його по-різному. Поки „післямовці“ розповідали все, що вони думають про Верховну Раду — Президенту Кучмі подобалося, і він навіть захищав „свободу слова“ від атак з боку депутатів. Але як тільки журналісти зачепили підкилимну боротьбу на Банковій — їм одразу ж дали по руках. Якщо не помиляюсь, програму зняли після того, як у ній з'явився Олександр Разумков — через кілька годин після свого звільнення з президентської адміністрації» — О.Мустафін. 
«Післямова» — це був найбільш цікавий і зухвалий телевізійний проект, який убили першим і який ми дозволили вбити. Попри те, що до його створення і існування тією чи іншою мірою кожен із нас мав стосунок. «Післямова» стала першою відчутною жертвою цензури. Скільки їх ще було потім…" — Ю.Мостова.
«Післямова» повернулася в загальнонаціональний ефір у вересні 1996 р. в рамках вечірнього часу, виділеного для мовлення нової телекомпанії «Студія 1+1» Олександра Роднянського до кінця 1996 р. на каналі УТ-1, а з 1997 р — на каналі УТ-2, який став називатися «1+1».

### Скандал "Куба— «Післямова»

Початкова заставка телепрограми «Післямова», 1997 р.

Головред ТСН О. Ткаченко і генпродюсер 1+1 О. Роднянський дають прес-конференцію щодо рішення Нацради про закриття «Післямови», 1997 р.

В 1997 р., коли телепрограма виходила в ефір на другому загальнонаціональному каналі 1+1, стався черговий випадок цензури. 25 квітня 1997 р. Національна рада України з питань телебачення і радіомовлення своїм колегіальним рішенням спробувала заборонити вихід програми «Післямова». Таке рішення Нацради стало наслідком листа від Надзвичайного і Повноважного Посла Республіки Куба, в якому той піддав критиці репортаж «Післямови» (автор: Ігор Федорів) про візит на Кубу голови Верховної Ради України Олександра Мороза. Дипломат вимагав закрити програму «Післямова», бо вона ніби-то спотворює міжнародний імідж Куби.
Згодом кубинський дипломат на пресконференції аргументував свої претензії до «Післямови» тим, що в телерепортажі показали інтерв'ю кубинки, яка є повією на вулицях Гавани. Дипломат стверджував, що кубинська поліція встановила її особу — це вчителька і ніякою проституцією не займається.
Головою Нацради з питань ТБ і РМ в той час був Петренко Віктор Михайлович.
"Насправді лист посла Куби став для нас лише приводом для ширшого аналізу діяльності Студії «1+1». Ми підняли документи про конкурс на УТ-2, підняли програмну концепцію «1+1» і побачили: коли оголошували конкурс, другий загальнонаціональний канал планували зробити культурологічним, пізнавальним. І в концепції "Студії «1+1» жодного слова не було ні про інформаційні програми, ні про публіцистичні. Тож оскільки планувалося слухання звіту «Студії „1+1“ за час їхнього перебування в ефірі УТ-2, ми запропонували їм зробити своє мовлення відповідним до концепції, заявленої під час одержання ліцензії», — В.Петренко. 

## Припинення проекту
Проект було припинено в грудні 1997 р. за рішенням його ведучого і власника авторських прав Олександра Ткаченка.

## Школа «Післямови»
Після припинення проекту журналісти, редактори та телеоператори продовжили відігравати помітну роль в розвитку теле- і радіомовлення, кіновиробництва в Україні та поза її межами. Вихідці з «Післямови» брали участь в розвитку інформаційних служб на багатьох телеканалах та радіостанціях, знімали телевізійні проекти в різномантних жанрах і форматах: інформаційному, розважальному, ігровому, ток-шоу, документалістиці і т. д.
Приміром, в інформаційному жанрі команда брала участь в створенні новин телеканалу «1+1» (Телевізійна служба новин, «ТСН»; 1997—2007) та новин «Репортер» на «Новому каналі» (2000—2004).
О.Ткаченко із частиною команди створював програму інтерв'ю зі світовими політичими лідерами та знаменитостями «Обличчя світу» на «Інтері» (1998 р.), із 2011 р. — передачу зі знаменитостями «Ткаченко.UA». З 2008 р. О.Ткаченко став гендиректором групи телеканалів «1+1». Також він є акціонером Одеської кіностудії (з 2005 р.).
Журналістські стандарти «Післямови» відіграли свою роль під час виборів Президента України 2004 р. та Помаранчевої революції, коли А.Шевченко очолював новини «5 каналу», а В.Коваленко — новини «Радіо-Ера ФМ».
О.Герасим'юк створила соціальну програму «Проти ночі» (1997—2003 рр.), брала участь в ток-шоу «Без табу» (1+1), та заміщала власника телеканалу «1+1» на посаді генерального продюсера.
О.Мустафіну (який паралельно був заст. голови СДПУ(о) В.Медведчука) школа «Післямови» допомогла перейти на телеканали «Інтер» (1998—2005 рр.) та «СТБ» (2006—2011 рр.), де він очолював новини, робив програму політпрогнозів «Післязавтра» та знімав док. фільми. Із 2011 р. — директор департаменту док.-публ. програм «СТБ», з 15.05.2012 — консультант Партії регіонів по роботі зі ЗМІ.
Д.Яневський був ведучим інформаційних програм і політичного ток-шоу «Майдан» на «5 каналі» (2004—2007 рр.). В розважальному жанрі брав участь у створенні та веденні першого ранкового шоу на «1+1» (1998—1999 рр.), був ведучим ігрового телешоу «Перший мільйон» (2000—2002 рр.). Співпрацював з американськими радіостанціями «Голос Америки» та «Радіо „Свобода“». Серед останніх проявів школи «Післямови» було політичне ток-шоу Яневського на українській радіостанції «UkieDrive» в Чикаго, США (січень-липень 2011 р.).
І.Найда створювала соціальне ток-шоу «Життя прекрасне» на «Новому каналі» (2002—2004 рр.), працювала ведучою новин на столичному телеканалі «Сіті» (2007 р.), державному «Першому каналі» (2007—2011 рр.), у 2011—2012 рр. була генпродюсером ділового телеканалу «UBC» (Business). Починаючи з вересня 2012 р. — генпродюсер дитячого телеканалу «ПлюсПлюс» холдингу «1+1 Media».
З.Бутирський зосередився на роботі на інформаційному радіо Німеччини «Дойче веллє» (Німецька хвиля).
В форматах кінофільмів та телесеріалів заслуговують на увагу здобутки сценариста Т.Гнєдаш (серіал «Доярка из Хацапетовки» тощо).
Двоє вихідців з «Післямови» опинилися в політиці: на позачергових парламентських виборах 30 вересня 2007 р. А.Шевченко був обраний народним депутатом України 6-го скликання за списком «Блоку Юлії Тимошенко», а О.Герасим'юк — за списком «Блоку „Наша Україна — Народна Самооборона“». На виборах до Верховної Ради 7-го скликання (28 жовтня 2012 р.) А.Шевченко вдруге балотується у народні депутати за списком Об'єднаної опозиції "ВО «Батьківщина» за № 33, а О.Герасим'юк після непотрапляння в список Об'єднаної опозиції вдруге балотується в народні депутати по мажоритарному округу № 139 в Одеській обл. за підтримки партії «УДАР» Віталія Кличка.